# Wierzbnik (gmina w województwie opolskim)

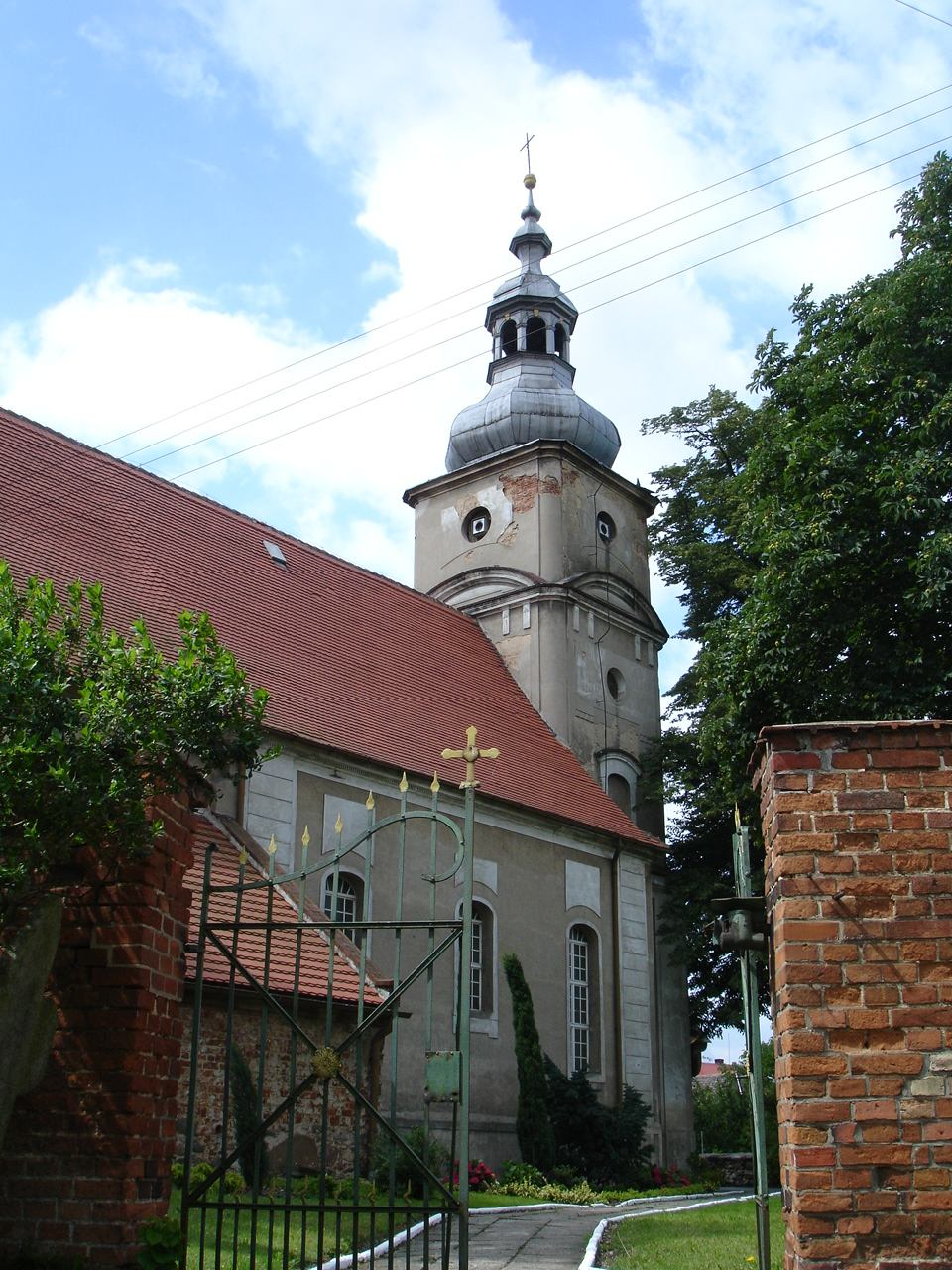
Kościół w Wierzbniku

Wierzbnik (1945–46 Książyce) – dawna gmina wiejska istniejąca w latach 1945–1954 w woj. śląskim i woj. opolskim (dzisiejsze woj. opolskie). Siedzibą władz gminy był Wierzbnik.
Gmina zbiorowa Książyce powstała po II wojnie światowej (w grudniu 1945) w powiecie grodkowskim na terenie tzw. Ziem Odzyskanych (tzw. I okręg administracyjny – Śląsk Opolski), powierzonym 18 marca 1945 administracji wojewody śląskiego, a z dniem 28 czerwca 1946 przyłączonym do woj. śląskiego (śląsko-dąbrowskiego).
Według stanu z 1 stycznia 1946 gmina składała się z 6 gromad: Książyce, Dolne Mydlice, Krzyżowa, Latarnia, Osiek i Wojsławów. 6 lipca 1950 zmieniono nazwę woj. śląskiego na katowickie; równocześnie gmina Wierzbnik wraz z całym powiatem grodkowskim weszła w skład nowo utworzonego woj. opolskiego.
Według stanu z 1 lipca 1952 gmina składała się z 6 gromad: Kolnica, Lipowa, Osiek Grodkowski, Przylesie Dolne, Wierzbnik i Wojsław. Gmina została zniesiona 29 września 1954 wraz z reformą wprowadzającą gromady w miejsce gmin. Jednostki nie przywrócono 1 stycznia 1973 wraz z kolejną reformą reaktywującą gminy.